# Kostel svaté Kateřiny a Panny Marie Růžencové
Kostel svaté Kateřiny a Panny Marie Růžencové (polsky: Kościół św. Katarzyny i Matki Bożej Różańcowej) je dřevěný římskokatolický farní kostel v Rybniku ve čtvrti Wielopole v Slezském vojvodství v Polsku, náleží pod katolickou farnost svaté Kateřiny a Panny Marie Růžencové ve Wielopolu děkanátu Golejów arcidiecéze katovické. Kostel je zapsán ve vojvodském seznamu památek pod registračním číslem A/560/66 z 5. února 1966 a je součástí Stezky dřevěné architektury ve Slezském vojvodství.

## Historie
Dřevěný kostel svaté Kateřiny byl postaven v roce 1534 z nadace Stanisława Dąbrówki v Gierałtowicích w gliwickém okrese. Kostel byl obnoven v roce 1676. V roce 1844 byla přistavěna věž tesařem Mateuszem Pindurem z Chudowa. Při rekonstrukci v letech 1960–1962 byla objevena gotická patronová polychromie.
Ve Wielopolu byla na konci 18. století postavená malá kaple Panny Marie Růžencové, která svojí kapacitou nestačila rozrůstající se čtvrti. V letech 1975–1976 byla přenesena dřevěná svatyně z Gierałtowic a nově zasvěcena svaté Kateřině a Panně Marii Růžencové katovickým biskupem Herbertem Bednorzem. Kostel byl opravován v roce 1960–1962 a v roce 2010.

## Architektura

### Exteriér
Kostel je jednolodní neorientovaná dřevěná roubená stavba na půdorysu obdélníku na kamenné podezdívce. Kněžiště je užší něž loď s trojbokým závěrem a sakristií na boku. Přisazená dřevěná věž je štenýřové konstrukce se sbíhajícími se stěnami a předsazeným zvonovým patrem. Kolem kostela je šindelové zastřešení otevřených sobot. Kostel je zastřešen dvou hřebenovou šindelovou sedlovou střechou, nad kněžištěm zvalbenou. Na hřebeni lodi je osmiboký sanktusník. Boční vchod vede přes přístavek, druhý vede podvěžím.
V blízkosti kostela byla v roce 2005 postavená nová zvonice a do ní zavěšeny tři zvony. Nejvýše zavěšený a nejmenší je zasvěcený svaté Kateřině (asi 260 kg), uprostřed je zvon zasvěcený Panně Marii Růžencové (asi 350 kg) a největší zvon a nejníže zavěšený je zasvěcen Milosrdenství Božímu (asi 600 kg).

### Interiér
Vnitřní vybavení je novodobé. V zadní části je umístěná na čtyřech sloupech kruchta s elektronickými varhany. Z historického vybavení se dochoval barokní ambon ze 17. století, dřevěná křtitelnice s číší, kterou drží anděl, donátorská lavice z roku 1691, obraz svaté Kateřiny z roku 1828 od malíře Františka Frömla z Fulneku. Z roku 1827 pochází pozdně barokní oltář od řezbáře Izydora Mrowca z Krzanowic. Pozdně barokní boční oltáře z 17. století nesou obrazy na epištolní straně svaté Maří Magdalény, na evangelijní straně svatého Jáchyma a svaté Anny.
Polychromie z období výstavby kostela je patronová. To znamená, že při malbě byly k vytváření opakujících se motivů používány šablony, kterým se říká patrona. Mezi motivy je možné vidět piastovské orly nebo svatou Kateřinu.

## Galerie

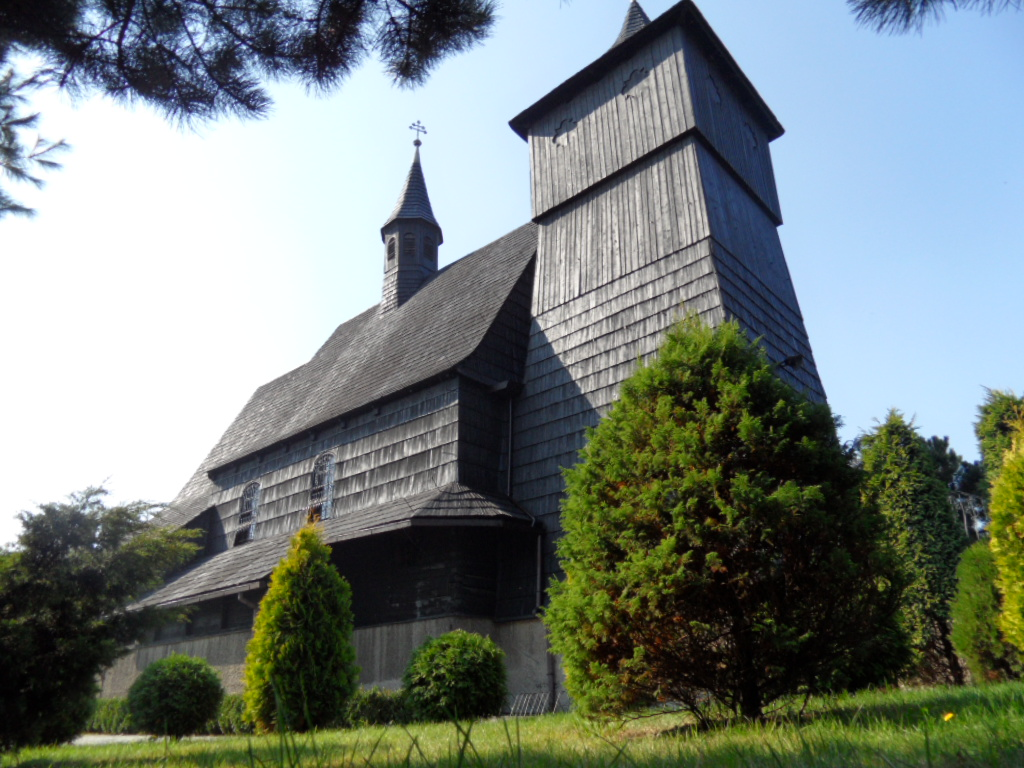
Kostel s věží
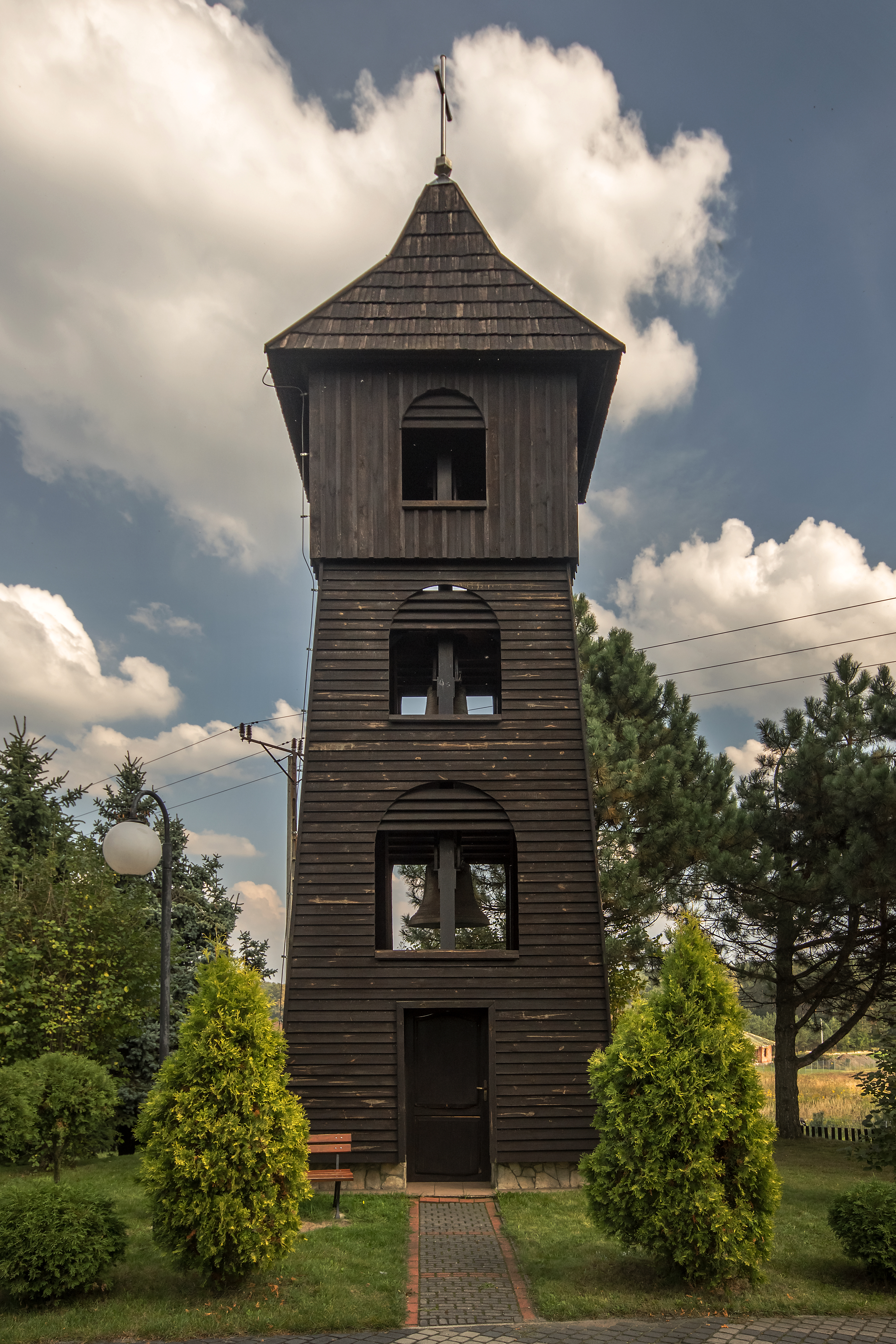
Zvonice z roku 2005
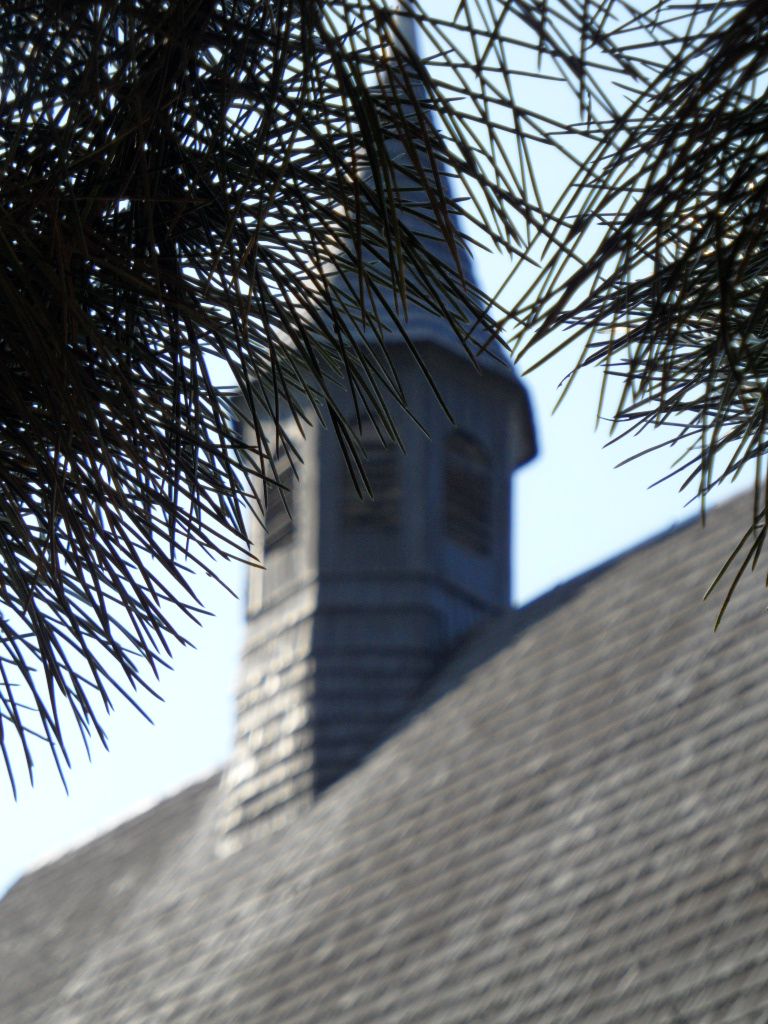
Sanktusník
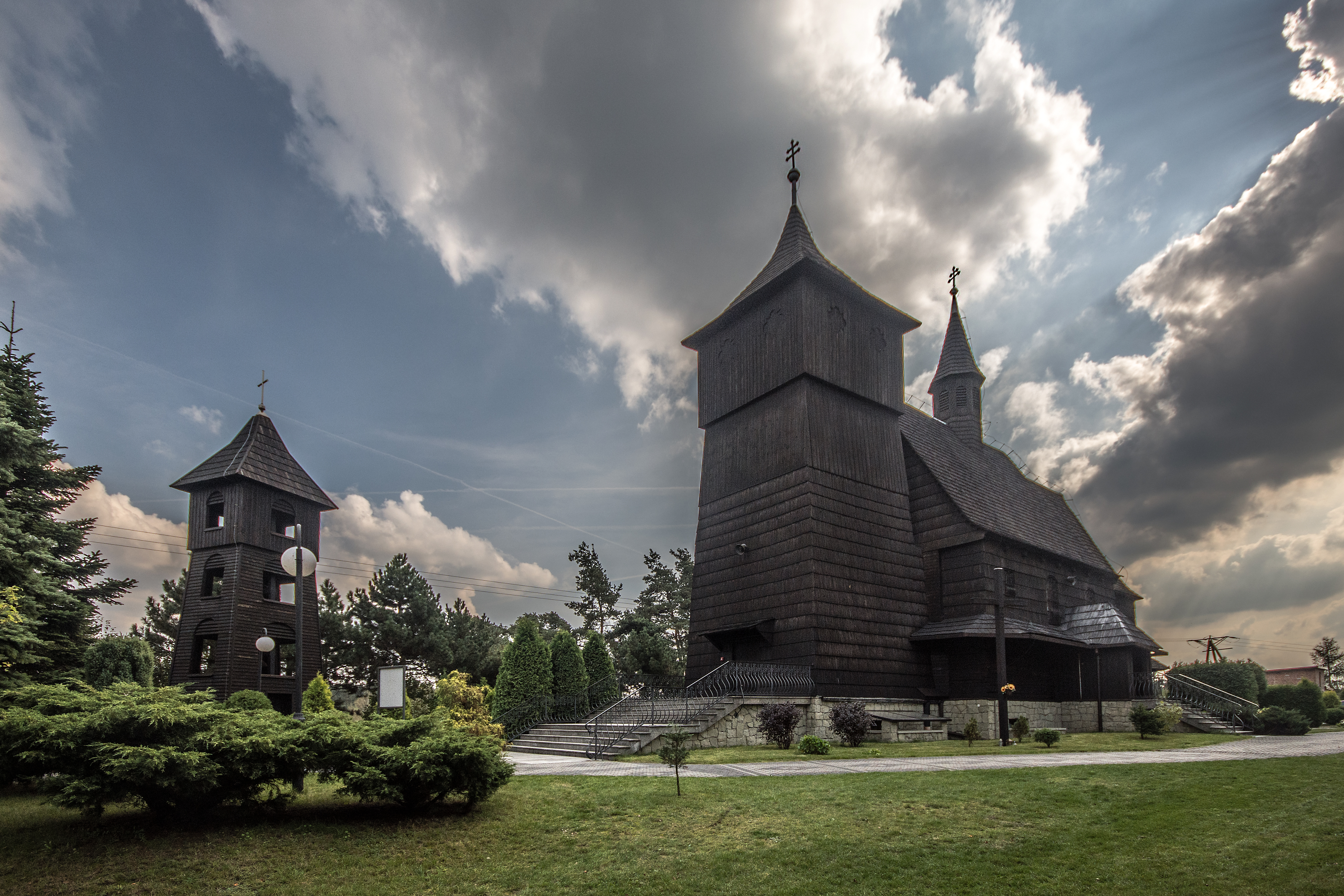
Kostel s novodobou zvonicí
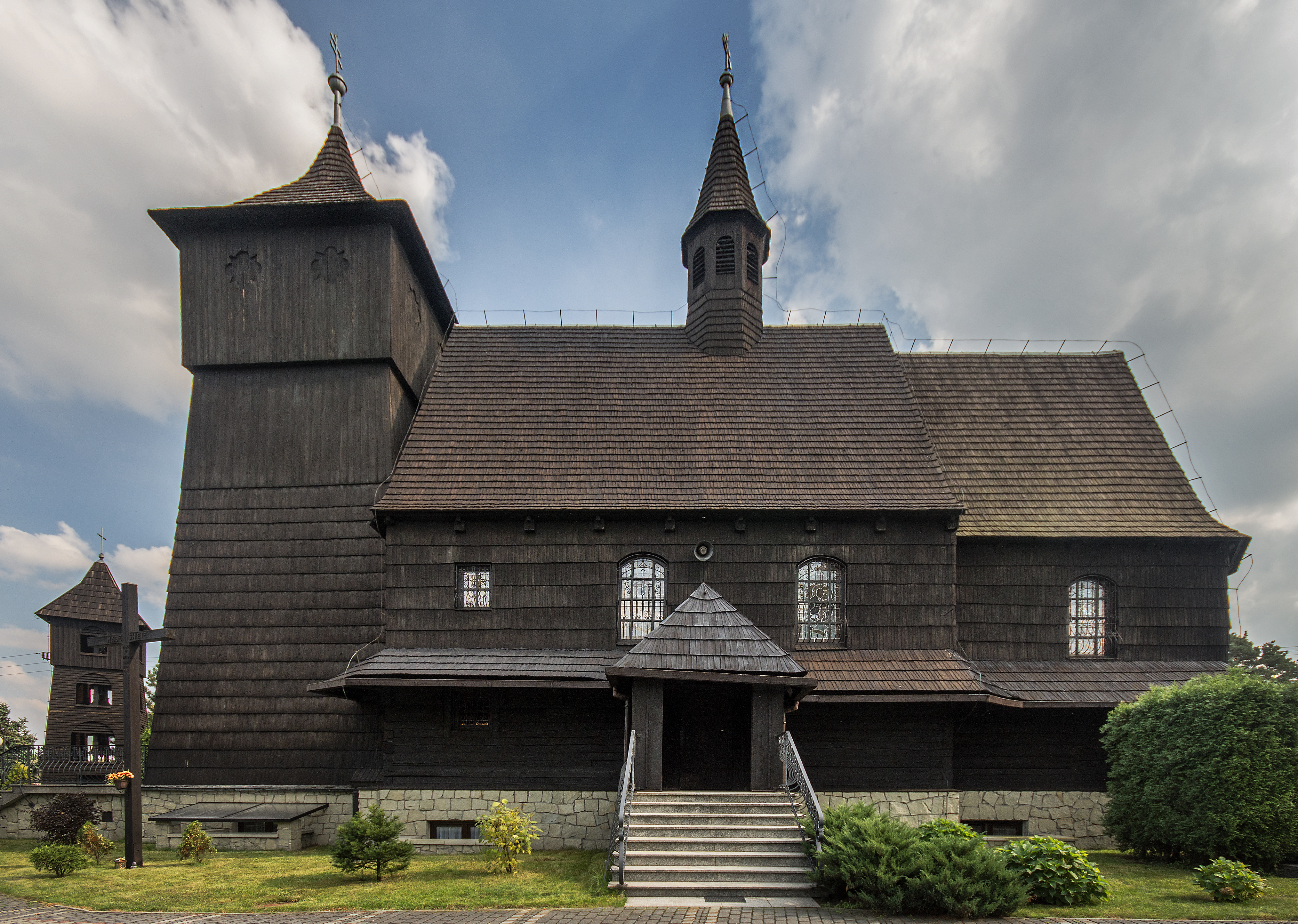
Boční pohled